# Andreu Alfaro
Andreu Alfaro Hernández, né le 5 août 1929 à Valence et mort dans la même ville le 13 décembre 2012, est un sculpteur valencien influencé par le constructivisme.
Il est lauréat en 1981 du prix national d'arts plastiques.